# ۱۶۵۸ (میلادی)
۱۶۵۸ (میلادی) هزار و ششصد و پنجاه و هشتمین سال تقویم میلادی است.

## رویدادها
14 ژوئن ۱۶۵۸ - جنگ انگلیس و اسپانیا: ارتش فرانسه و انگلیسی در نبرد تپه های شنی اسپانیایی ها را شکست می دهند.
30 اوت ۱۶۵۸ - طوفان در جنوب انگلستان. 
3 سپتامبر ۱۶۵۸ - ریچارد کرامول پس از مرگ پدرش الیور، لرد محافظ می شود.

## درگذشتگان
‎